# Krplivnik
Krplivnik (węg. Kapornak) – wieś w Słowenii, w regionie Pomurskim, w gminie Hodoš. Według Urzędu Statystycznego Słowenii 1 stycznia 2017 roku miejscowość liczyła 87 mieszkańców.